# AMC Marlin
O Marlin é um fastback de porte médio da American Motors Corporation.